# Sistema Quirúrgic Da Vinci
|  | Per a altres significats, vegeu «da Vinci (desambiguació)». |

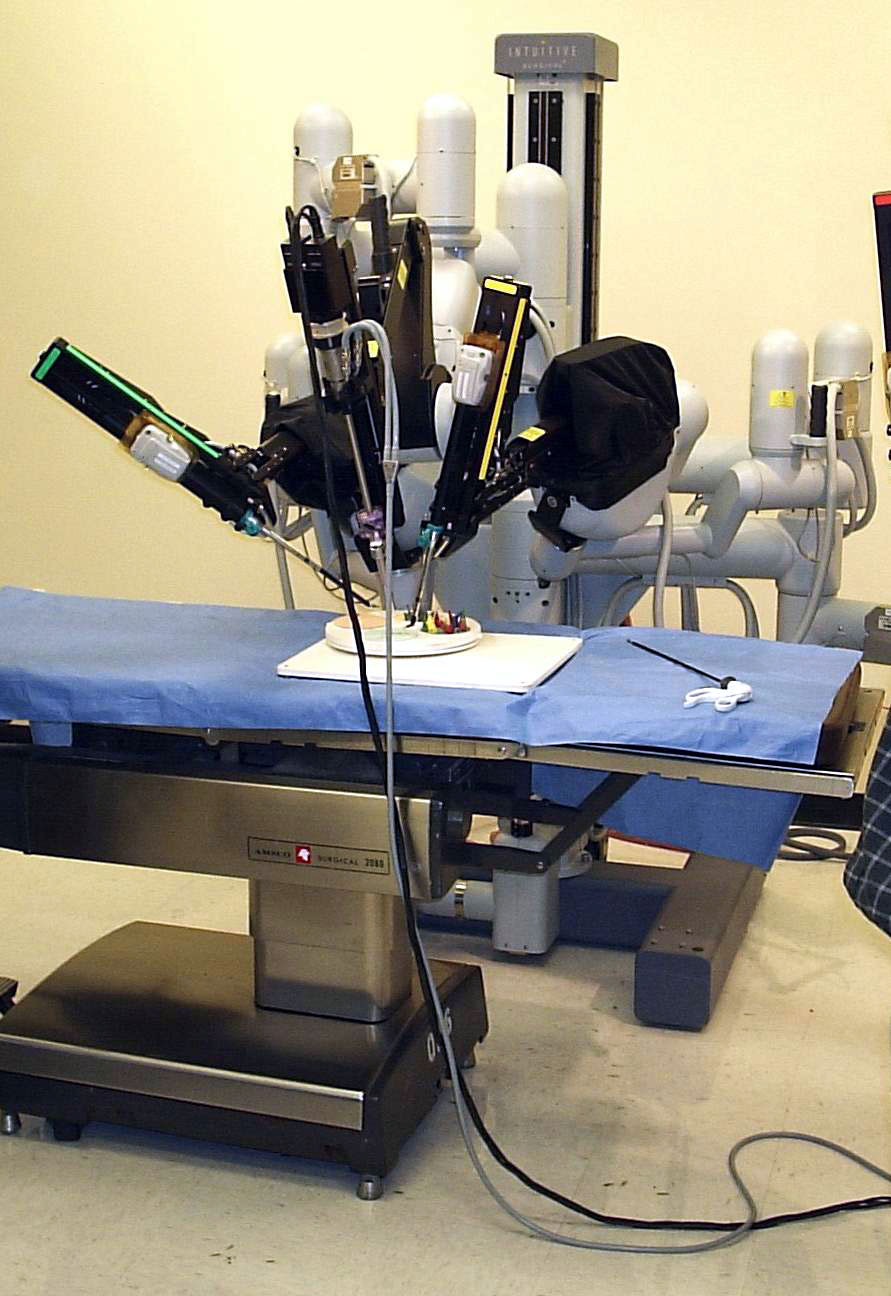
Robot de cirurgia.

El  Sistema Quirúrgic Da Vinci  és un sistema desenvolupat per Intuitive Surgical, que consisteix en un robot quirúrgic dissenyat per possibilitar cirurgies complexes amb invasions mínimes al cos humà, usat especialment per a operacions de pròstata, reparacions de vàlvules cardíaques i procediments quirúrgics ginecològics.